# Kimmell
Kimmell est une census-designated place située dans le comté de Noble, dans l’État de l’Indiana. Lors du recensement de 2010, sa population s’élevait à 422 habitants.

## Source
- (en) Cet article est partiellement ou en totalité issu de l’article de Wikipédia en anglais intitulé « Kimmell, Indiana » (voir la liste des auteurs).